# Marie-Éléonore de Bellefond
Pour les articles homonymes, voir Bellefond.
Ne doit pas être confondu avec Marie Gigault de Bellefonds.
Marie-Éléonore de Bellefond, de son nom complet Marie-Éléonore Gigault de Bellefond, est une religieuse française, née en 1659, appelée également Madame de Bellefond (ou Bellefont).
Elle est la fille de Bernardin de Bellefonds (1630-1694 Vincennes) maréchal de France et de Madeleine Fouquet. 
Confiée à l’âge de 4 ans à sa tante Eleonore Gigault de Bellefonds, abbesse de Montivilliers où elle prononce ses vœux, elle succède à sa tante Laurence Gigault de Bellefonds à la tête du prieuré de Notre-Dame des Anges de Rouen en 1683. 
En 1699, elle est nommée abbesse de Montmartre.
Elle meurt le 28 août 1717, à l'âge de 58 ans. Elle est remplacée à la tête de l'abbaye par Marguerite de Rochechouart.

## Hommages
Une voie parisienne, la rue Marie-Éléonore-de-Bellefond, porte son nom dans le 9e arrondissement.